# Революція в Киргизстані (2010)
Революція в Киргизстані, що відбулася у квітні 2010 року, почалася масовими заворушеннями у вівторок 6 квітня 2010 року в місті Таласі, які наступного дня поширилися на решту території країни. Унаслідок революції уряд Даніяра Усенова пішов у відставку.

## Передумови
Заворушенням передували кілька тижнів протистояння між опозицією та президентом Курманбеком Бакієвим, якого опозиція звинувачувала у спробах узурпувати владу, у придушенні незалежних засобів масової інформації та призначенні членів родини на відповідальні державні посади.
17 березня 2010 року опозиція висунула уряду умови — звільнити політв'язнів та зняти з високих державних посад родичів президента. У разі невиконання цих умов опозиціонери погрожували розпочати акції протесту.

## Хід подій

### 6 квітня

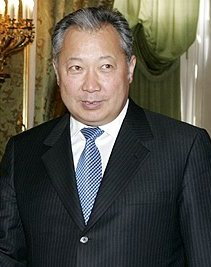
Курманбек Бакієв

Зранку 6 квітня міліція затримала одного з лідерів опозиційної партії Ата-Мекен Болота Шерніязова. У відповідь на це близько до полудня мітингувальники в Таласі захопили приміщення обласної адміністрації, взяли в заручники губернатора Бейшенбека Болотбекова та призначили «народним» губернатором Шерали Абдулаєва. Протестувальники також спробували захопити будівлю УВС області. Згодом загін спецпризначення міліції за допомогою сльозогінного газу витіснив демонстрантів із будинку обласної адміністрації

### 7 квітня
В середу, 7 квітня, опозиція планувала провести в регіонах народні курултаї, учасники яких мали б висунути владі вимоги щодо зниження тарифів на ЖКГ, припинити сімейно-кланове правління та повернути у держвласність стратегічні підприємства. Однак у ніч на 7 квітня влада заарештувала всіх лідерів опозиції. Відтак по всій країні почалися заворушення. 
Наймасовішими виступи були в Бішкеку. Правоохоронці зробили спробу розігнати мітинг прихильників опозиції, втім згодом демонстранти прорвали оточення. Почалася перестрілка перед будинком президента. 
Протестувальники захопили будівлі парламенту, генпрокуратури й телецентру, державне телебачення Киргизстану було змушено перервати роботу. Прихильники опозиції захопили в заручники першого віце-прем'єра країни Акилбека Жапарова і главу МВС Киргизстану Молдомусу Конґантієва. Згодом телемовлення було відновлено, в ефірі з короткими промовами виступали представники опозиції і правозахисники

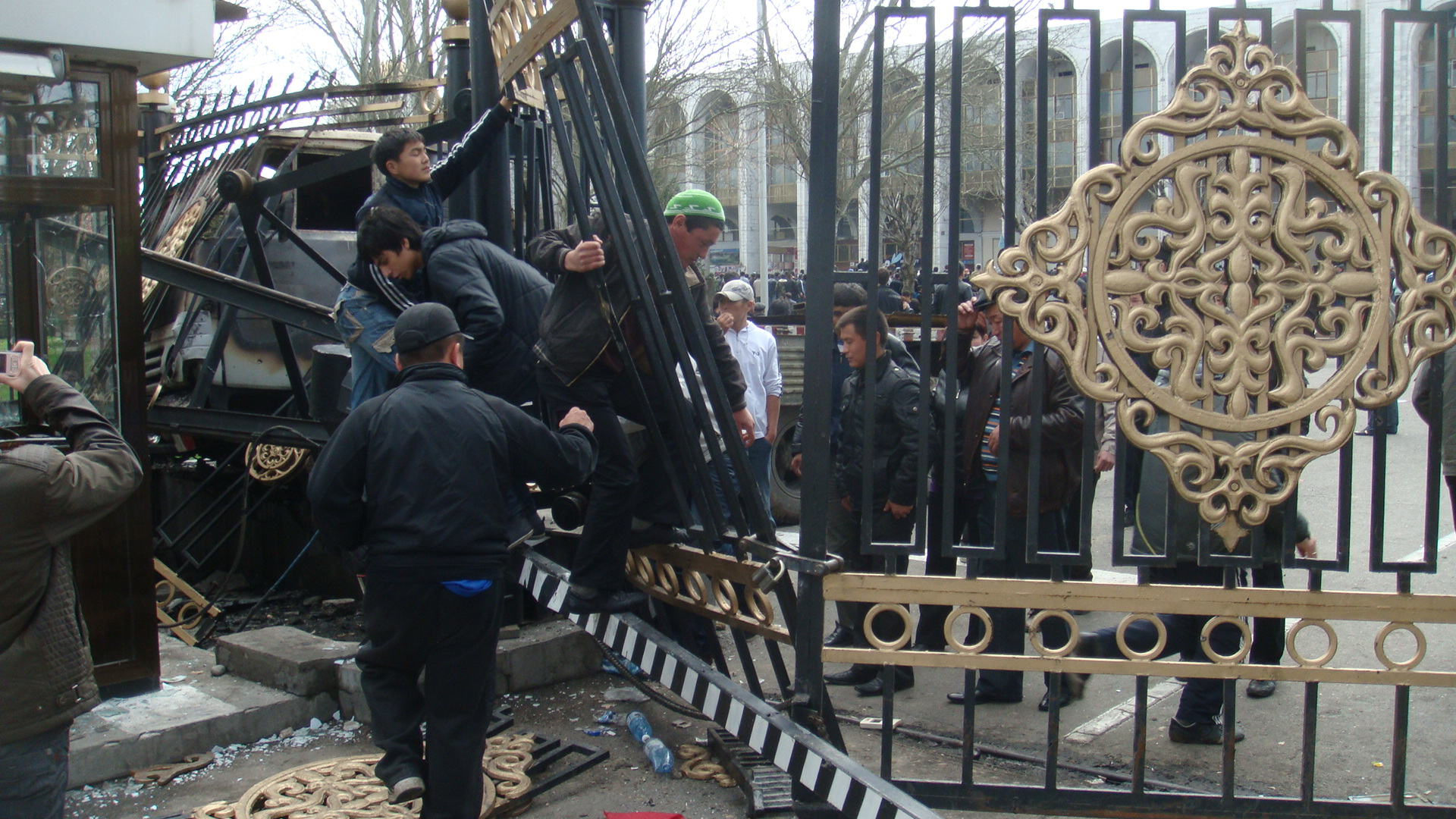
Демонстранти прориваються на територію Парламенту в Бішкеку, 7 квітня 2010

Лідер партії Ата-Мекен Омурбек Текебаєв заявив, що опозиція бере на себе відповідальність за ситуацію в країні
Президент Киргизстану Курманбек Бакієв оголосив надзвичайний стан у столиці та трьох інших районах країни після того, як протести опозиції переросли в збройне протистояння з урядовими силами безпеки. Це рішення, згідно з Конституцією країни мав ухвалити парламент країни.
Ввечері 7 квітня уряд Киргизстану припинив свою роботу. За підсумками переговорів між опозицією та прем'єр-міністром країни Даніяром Усеновим останній написав заяву про відставку.

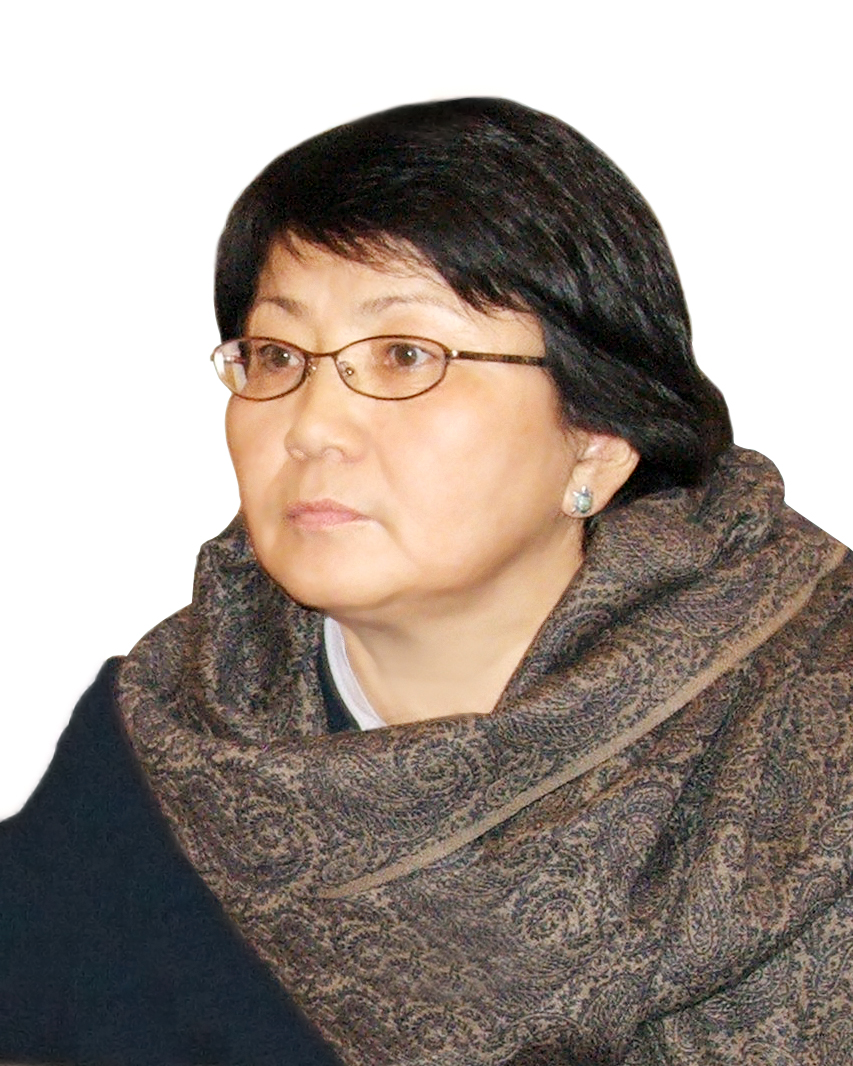
Роза Отунбаєва

Того ж вечора було оголошено про створення нового «уряду народної довіри», який очолила колишня міністр закордонних справ у середині 1990-х років, лідер фракції опозиційної Соціал-демократичної партії Киргизстану Роза Отунбаєва Серед інших членів нового уряду Омурбек Текебаєв, Азімбек Бекназаров, Алмазбек Атамбаєв.

### 8 квітня
В четвер 8 квітня Роза Отунбаєва заявила, що президентські вибори в країні відбудуться через півроку, доти влада буде під контролем тимчасового уряду. Цей час необхідний для «підготовки нової конституції та організації виборів зі всіма демократичними нормами»
Також лідери опозиції закликали людей знайти й затримати членів колишнього уряду, зокрема, опозиція заявила про бажання заарештувати президента Курманбека Бакієва, який, за їх словами, хоче організувати опір
Окрім того, Роза Отунбаєва провела телефонну розмову з прем'єр-міністром Росії Володимиром Путіним, під час якої останній пообіцяв надати Киргизстану гуманітарну допомогу

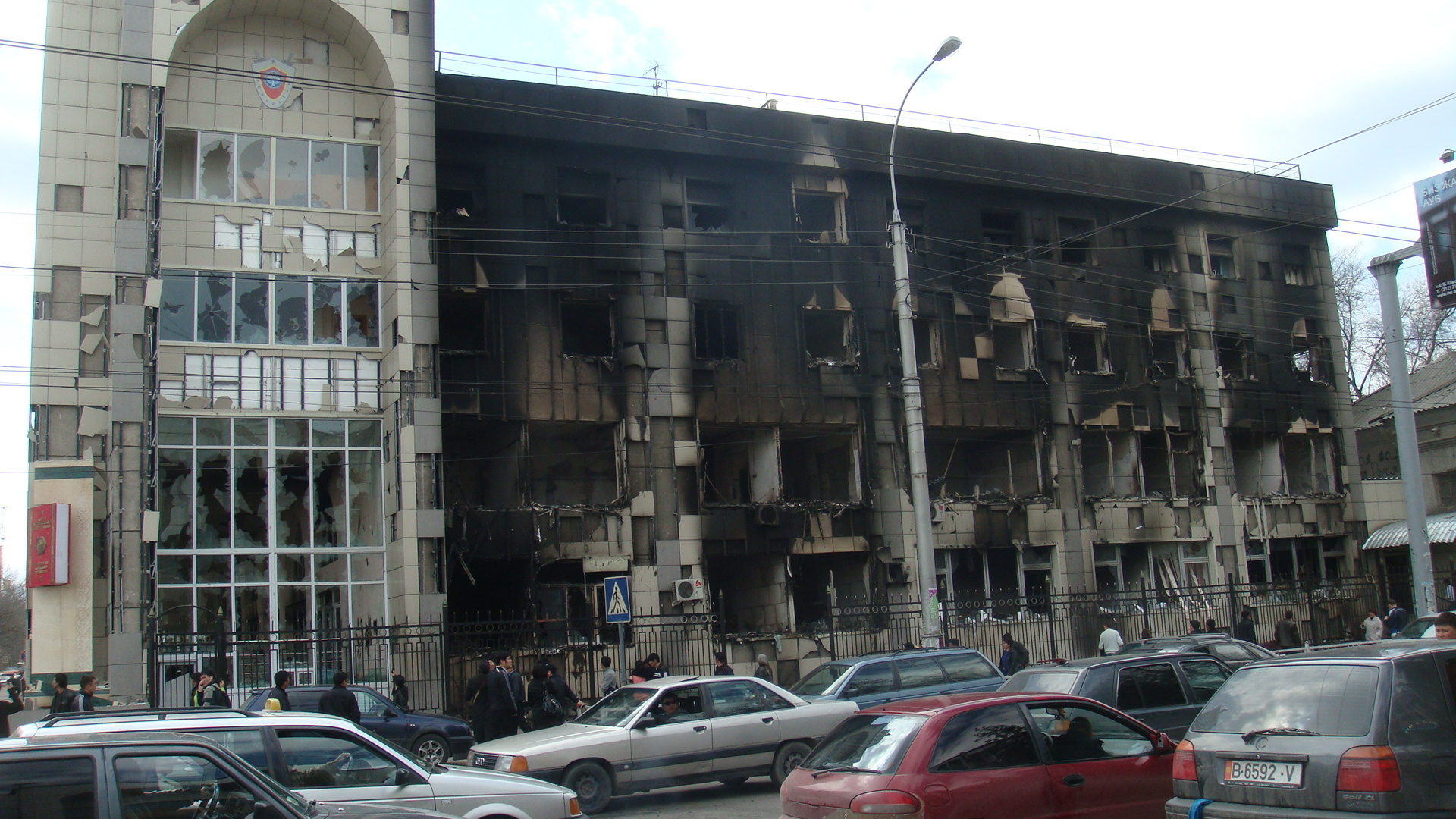
Приміщення Генеральної прокуратура в Бішкеку палало впродовж усієї ночі з 7 на 8 квітня

Курманбек Бакієв вийшов в ефір російській радіостанції «Эхо Москвы», під час якого спростував інформацію про те, що він залишив територію країни. Він запевнив, що перебуває на півдні республіки, але не уточнив свого місцезнаходження. Також президент заявив, що не має наміру подавати у відставку, визнавши втім, що зараз не може впливати на ситуацію, тому вся відповідальність за врегулювання конфлікту лягає на лідерів опозиції.
Втім, за деякою інформацією, Міністерство оборони Киргизстану підтердило те, що президент Бакієв перебуває у своїй південній резеднції в Оші

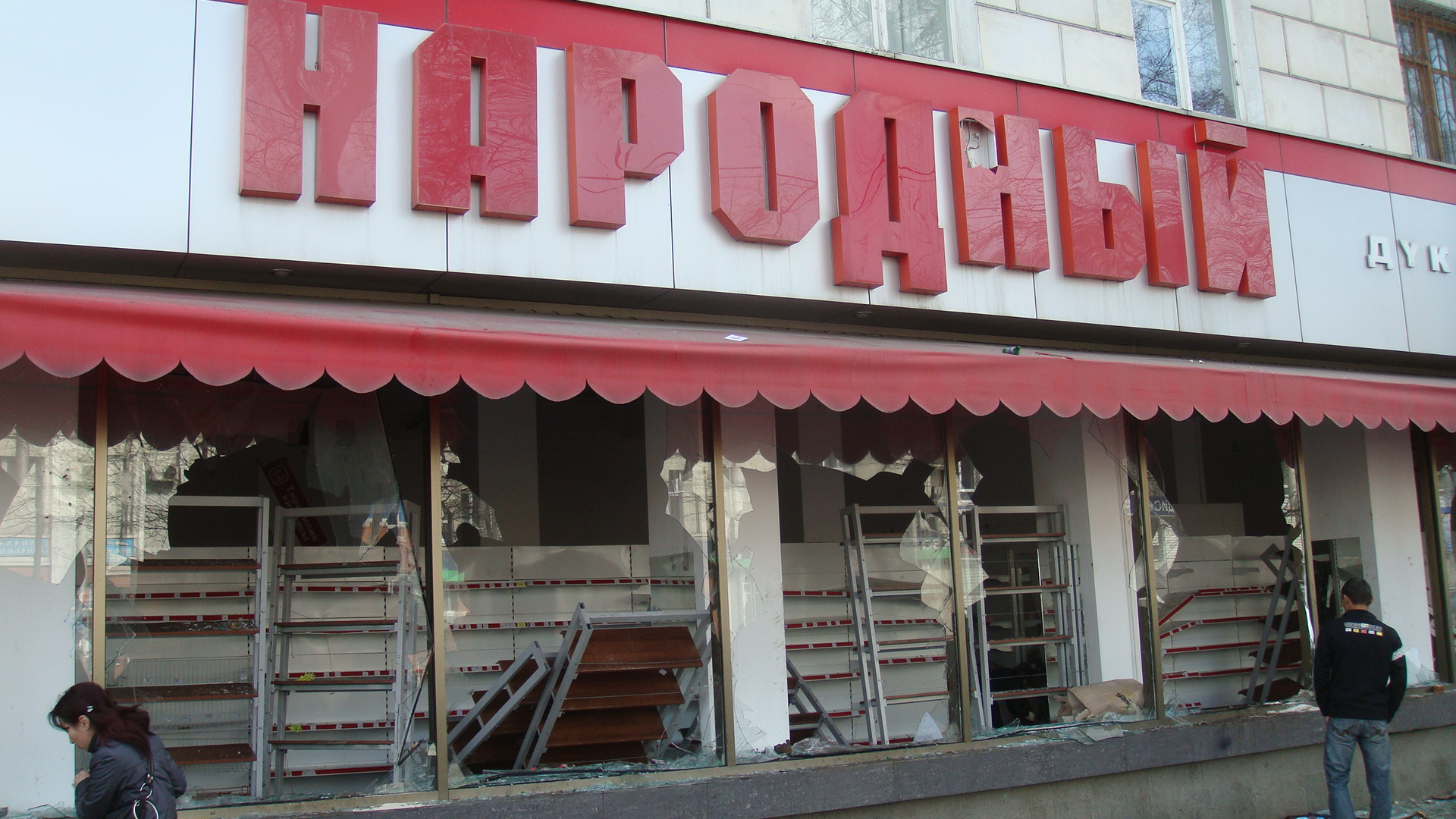
Пограбована крамниця в Бішкеку, 8 квітня 2010

Тим часом у ніч з 7-ого на 8-ме квітня Бішкеком прокотилася хвиля мародерства. За повідомленнями очевидців, натовп влаштував погроми в торгових центрах, що належать турецьким та китайським бізнесменам. У центрі міста розграбовано багато крамниць, супермаркетів та ринків. Деякі комерційні об'єкти взялися захищати добровольці. Крім того, вночі було розграбовано Музей образотворчих мистецтв.
Для боротьби з мародерами та відновлення порядку до Бішкеку прибув загін спецпризначення. Глава МВС Болот Шерніязов, призначений тимчасовим урядом країни, віддав команду стріляти по мародерах

## Подальші події
В ніч на п'ятницю 9 квітня в Бішкеку відбулися сутички між співробітниками правоохоронних органів і мародерами, внаслідок яких 67 осіб дістали поранення, а 49 з них госпіталізовано. Вранці ситуація в столиці заспокоїлася: було відновлено рух громадського транспорту, відкрилися магазини і пункти обміну валюти.
В суботу 10 квітня на території меморіального комплексу Ата-Беїт відбулася церемонія поховання 16 загиблих під час подій 7-8 квітня у Бішкеку. Крім рідних і близьких, провести покійних в останню путь прийшли члени Тимчасового уряду Роза Отунбаєва, Омурбек Текебаєв та інші. Всього на церемонії були присутні понад 20 тисяч осіб.
В четвер 15 квітня у центрі міста Оша зібралися близько чотирьох тисяч осіб, які підтримують нову владу. Поряд на інший мітинг зібралися прихильники президента Бакієва, який цього дня сам прибув у Ош з Джалал-Абада. Учасники мітингу на підтримку уряду спробували прорватися до трибуни, де стояв президент, через що почалася бійка. Охорона президента забрала Бакієва з місця подій. Присутні закидали автомобіль глави держави камінням. Пізніше цього ж дня Бакієв прибув до Казахстану.
В п'ятницю 16 квітня представники ОБСЄ передали тимчасовому уряду Киргизстану оригінал заяви Курманбека Бакієва про його відставку, здійсненої 15 квітня. 
В суботу 17 квітня прихильники Бакієва захопили обласну держадміністрацію у Джалал-Абаді, вимагаючи від нової влади звільнити найближчого соратника екс-глави держави — колишнього міністра оборони Киргизстану — Бакита Калієва. 
Тим часом, на іншому кінці центральної площі міста «бакієвці» напали на виконувача обов’язків глави МВС Киргизстану Болота Шерніязова, який приїхав до області керувати операцією із затримання рідного брата Бакієва — екс-керівника служби безпеки Джанибека Бакієва. Мітингувальники закидали камінням автомобіль нового глави МВС.
В понеділок 19 квітня відновилися заворушення. На околицях Бішкеку близько 2 тисяч осіб, озброєних лопатами та металевими прутами, начебто намагалися захопити землю площею кількасот гектарів. В результаті сутичок загинула щонайменше 1 людина, кількадесят осіб отримали поранення
Того ж дня відбулося засідання раніше розпущеного парламенту, на яке зібралося близько 30 осіб. Було обрано нового спікера — ним став комуніст Ісхак Масалієв, а також визнано легітимність нового уряду.
20 квітня стало відомо, що Курманбек Бакієв знайшов притулок у Мінську. Там він заявив, що відмовляється від своїх слів про складення президентських повноважень. 26 квітня з Бакієва було знято недоторканність. 7 травня Генпрокуратура Киргизстану направила в Білорусь запит щодо екстрадиції колишнього президента на батьківщину.
В середині травня спалахнула нова хвиля протестів. 13 травня на півдні країни прихильники Бакієва захопили будівлі обласних адміністрацій в Оші, Баткені та Джала-Абаді, при чому в останньому було захоплено ще й аеропорт. Виникли сутички з прихильникам тимчасового уряду, внаслідок чого загинула 1 людина.
В середині червня масові заворушення на півдні відновилися. 11 червня в Оші було оголошено надзвичайний стан. В результаті безладів згоріло близько 70% міста, 20% Джалал-Абаду, загинула 191 особа.

## Жертви
В ході перестрілки перед будинком президента загинула щонайменше 21 особа. Понад 180 зазнали поранень. Загальна кількість загиблих станом на ранок 9 квітня становила 76 осіб, поранених — понад 1,5 тисячі
Друга хвиля заворушень (травень—червень) забрала життя бл. 192 осіб.

## Реакція міжнародної спільноти
- ООН — Генеральний секретар ООН Пан Ґі Мун заявив, що його шокували повідомлення про загибель людей у Киргизстані в насильницьких сутичках опозиціонерів і правоохоронців. Він також закликав сторони до діалогу, аби уникнути нового кровопролиття[36].

- США — Президент США Барак Обама засуджив насилля в Киргизстані. Про це йшлося в заяві речника Білого дому Роберта Гіббса. Вашингтон закликав відновити спокій у Бішкеку та інших регіонах, які потрапили в епіцентр конфлікту, відповідно до принципів демократії та поваги до прав людини[37]

- ЄС — Верховний представник ЄС із закордонних справ і політики безпеки Катрін Аштон закликала людей у Киргизстані до стриманості[36].

- Росія — В офіційній заяві МЗС Росії висловлено побажання, аби всі питання, що виникли у ситуації в Киргизстані, було вирішено в правовому полі. Також Росія закликала сторони утриматися від насилля та не допустити подальше кровопролиття[38]

- Німеччина — Федеральний міністр закордонних справ Ґідо Вестервелле заявив: «Я дуже стурбований... сутичками між владою та демонстрантами у Киргизстані. Я закликаю обидві сторони виявити стриманість. Мирний діалог, а не насилля — ось єдиний шлях для відновлення спокою у цій ситуації»[39]. Німеччина — єдина з-поміж членів ЄС має своє посольство у Киргизстані.

- Україна — МЗС України закликало сторони конфлікту припинити насильство й вирішувати наявні проблеми мирними засобами. Україна стурбована ескалацією напруженості й занепокоєна загибеллю людей і сподівається на «стриманість і політичну мудрість учасників протистояння», йдеться в заяві[40].

- Японія — В заяві секретаря МЗС Японії йдеться наступне: уряд Японії сподівається, що всі партії, втягнуті [у ці події], зроблять зусилля до вирішення ситуації на основі мирного діалогу, і відновлять демократичний конституційний порядок якомога швидше[41].